# Lojban

Logotip del lojban

La llengua planificada lojban (pronunciat [ˈloʒban], nom oficial Lojban: a realization of Loglan) va ser creada pel Logical Language Group el 1987 basant-se en l'anterior loglan, amb la intenció de fer-ne una llengua més completa, usable i lliure de drets d'autor. El seu codi segons l'ISO 639 és jbo.
La llengua en si comparteix moltes característiques i objectius del loglan, en concret:
- La gramàtica està basada en el càlcul de predicats, i és capaç d'expressar construccions lògiques complexes amb precisió.
- No hi ha irregularitats o ambigüitats en la gramàtica o l'ortografia, fent que sigui una llengua fàcilment analitzable per una computadora.
- Està dissenyada per a ser el més culturalment neutral possible.

Tot i que l'objectiu inicial del loglan era investigar la hipòtesi de Sapir-Whorf, la comunitat activa del lojban s'ha fixat uns objectius addicionals, incloent-hi:
- Recerca general en el camp de la lingüística.
- Recerca en el camp de la intel·ligència artificial i la comprensió de les màquines.
- Millorar la comunicació humans-màquines, emmagatzemament d'ontologies i la traducció automàtica de textos en llengües naturals.
- Utilització de la llengua com una eina educativa.
- Creativitat personal.

Com a moltes llengües amb pocs parlants, al lojban li manca un corpus literari associat.

## Pronunciació
L'alfabet del lojban consta dels següents 26 caràcters: ',. a b c d e f g i j k l m n o p r s t u v x y z. És a dir, l'alfabet llatí sense les tres lletres h q w i amb tres signes, considerats lletres, addicionals. L'ordre alfabètic és el que es mostra més amunt, que intencionadament coincideix amb l'ordenació dels mateixos caràcters en ASCII.
També s'usen les majúscules, però només per a indicar l'accent tònic si aquest recau en una síl·laba que normalment no seria la síl·laba tònica (per exemple en noms propis). Les majúscules no són considerades lletres separades de l'alfabet. El fet de posar en majúscules tota la síl·laba o només la vocal accentuada és opcional. Per exemple, el nom "Josephine" podria ser representat com a DJOzefin o com a djOzefin. Sense majúscules les regles de pronunciació del Lojban farien recaure l'accent sobre la síl·laba "ze".
El lojban estableix una relació unívoca entre lletres i sons. Cada lletra correspon sempre al mateix so i cada so es representa sempre amb la mateixa lletra. Com a qualsevol idioma, algunes lletres tenen diverses possibilitats de pronunciació. Les vocals en concret poden ser endolabials o exolabials. Les possibilitats típiques són donades en la següent taula:
| Lletra | AFI/IPA                                    | Descripció                                       |
| '      | [h], [θ]                                   | dental (o glotal) fricativa sorda                |
| ,      | ---                                        | separador de síl·labes                           |
| .      | [ʔ]                                        | glotal oclusiva (dita també parada glotal)       |
| a      | [a], [ɑ]                                   | vocal oberta                                     |
| b      | [b]                                        | bilabial oclusiva sonora                         |
| c      | [ʃ], [ʂ]                                   | coronal fricativa sorda                          |
| d      | [d]                                        | dental oclusiva sonora                           |
| e      | [ɛ], [e]                                   | vocal frontal mitja                              |
| f      | [f], [ɸ]                                   | labial fricativa sorda                           |
| g      | [g]                                        | velar oclusiva sonora                            |
| i      | [i]                                        | vocal frontal tancada                            |
| j      | [ʒ],[ʐ]                                    | coronal sibilant sonora                          |
| k      | [k]                                        | oclusiva velar sorda                             |
| l      | [l], [l̩]                                   | lateral aproximant sonora (pot ser sil·làbica)   |
| m      | [m], [m ̩]                                  | nasal bilabial sonora (pot ser sil·làbica)       |
| n      | [n], [n ̩], [ŋ], [ŋ ̩]                       | nasal dental o velar sonora (pot ser sil·làbica) |
| o      | [o], [ɔ]                                   | vocal posterior mitja                            |
| p      | [p]                                        | bilabial oclusiva sonora                         |
| r      | [r], [ɹ], [ɾ], [ʀ], [r ̩], [ɹ ̩], [ɾ ̩], [ʀ ̩] | so vibrant                                       |
| s      | [s]                                        | alveolar fricativa sorda                         |
| t      | [t]                                        | oclusiva dental sorda                            |
| u      | [u]                                        | vocal tancada posterior                          |
| v      | [v], [β]                                   | labial fricativa sonora                          |
| x      | [x]                                        | velar fricativa sorda                            |
| y      | [ə]                                        | vocal neutra                                     |
| z      | [z]                                        | alveolar fricativa sonora                        |

Dues combinacions habituals són les africades tc [tʃ] i dj [dʒ] que són sons individuals en la nostra llengua tot i que, igual que en aquesta, en lojban es representen com a dígrafs.

### Pronunciació per a catalanoparlants
No hi ha diferència entre pronunciar les vocals e i o obertes o tancades, tant per a la o com per a la e ambdues pronunciacions són correctes. y correspon a la vocal neutra catalana. s és sempre sorda, z és sempre sonora. Cal exagerar molt la diferència entre b i v. Els sons de l'apòstrof correspon a la hac anglesa i el de la x a la jota castellana, o sigui, són diferents entre si: l'apòstrof correspon a un so suau fet amb la part mitjana de la llengua, mentre que x és un so més fort fet amb la part posterior de la llengua. r es pot pronunciar en qualsevol posició com la primera o la segona r dins de roure.
Altres diferències de grafia respecte del català són: c es pronuncia sempre com la x catalana a xàfec, i g sempre con la g catalana a gos (és a dir, el so del mot català guix, escrit en alfabet lojban, seria gic).

## Gramàtica
Algunes característiques de la gramàtica del lojban:
Hi ha tres tipus de mots:
- brivla, que serveix per als noms comuns i els verbs
- cmene, per als noms propis
- cmavo, per a les partícules estructurals (articles, numerals, indicadors de temps verbal, etc.)

No hi ha adjectius o adverbis en el sentit que hi donem en les llengües indoeuropees
No existeixen els verbs; en el seu lloc s'estableixen relacions entre arguments.
L'estructura d'una frase en lojban és posicional. El paper d'un argument dins d'una frase depèn de en quina posició es presenti.
Les frases són del tipus Subjecte-Verb-Objecte (i també Subjecte-Objecte-Verb). Es disposa d'una sèrie de modificadors per a presentar els components d'una frase en qualsevol ordre desitjat; això s'utilitza per a donar èmfasi a una part concreta de la frase.
Els articles prenen flexions per a indicar individu, multitud, conjunt o element típic, i nombres.
Els brivla no prenen flexió per a temps, persona o nombre. Del temps se n'encarrega una cmavo separada però no hi ha nombre gramatical. De la mateixa manera que un brivla pot ser qualificat respecte del temps, també ho pot ser respecte de l'espai.
Tots els brivla (tret d'alguns manlleus) tenen com a mínim cinc lletres.
Les paraules arrel (gismu) tenen una estructura de consonants i vocals ('cvccv' o 'ccvcv') que permet distingir-les directament. Es pot dir el mateix d'altres tipus de paraules, així per exemple tots els noms (cmene) acaben obligatòriament en consonant.
Com caldria esperar d'una dita llengua lògica, hi ha un gran ventall de conjuncions, que agafen diferents formes depenent de què connectin i com ho connectin.
Els actitudinals són paraules que indiquen l'estat d'ànim o l'actitud de qui parla respecte del que està dient. Són semblants a les emoticones, molt populars a internet.
La formació de les paraules és sintètica. Molts brivla bàsics tenen una segona forma (dita rafsi) d'una a tres lletres emprada per a formar paraules més llargues (dites tanru).